# Epidapus subtigris
Epidapus subtigris är en tvåvingeart som beskrevs av Werner Mohrig och Boris Mamaev 1987. Epidapus subtigris ingår i släktet Epidapus och familjen sorgmyggor. Inga underarter finns listade i Catalogue of Life.